# SHINPUU2 ジャルジャル×銀シャリ ヤバイブル〜キセキの危機回避マニュアル〜
『SHINPUU2 ジャルジャル×銀シャリ ヤバイブル〜キセキの危機回避マニュアル〜』（しんぷうツー ジャルジャル ぎんシャリ ヤバイブル キセキのききかいひマニュアル）は、関西テレビで2012年4月5日から同年6月28日まで毎週木曜日24:35 - 25:00（ヨルパチーノ枠1部）に放送されていたバラエティ番組。全13回。

## 概要
2012年2月に開催された関西テレビの深夜バラエティ番組競作プロジェクト『SHINPUU』第2弾で、ジャルジャルと銀シャリ、赤堀弘樹ディレクターがタッグを組んだ『ヤバイブル〜キセキの危機回避マニュアル〜』が優勝、同年4月からのレギュラー化が決定した。銀シャリは前回の『SHINPUU』に続き2連覇。
タイトルデザインでは軍服を着たブルドッグのイラストが描かれている。
番組内容
人はピンチに陥ったときでもその対処法さえ知っていれば乗り越えられるかもしれない。番組ではそんな身近に迫る危機から万に一つの大ピンチまで、人生で起こり得る様々な危機的状況に芸人たちが身体を張りベストな回避方法、その名もキセキの危機回避マニュアルを作成する。
毎回オープニングは、リー5世扮する司令官が紙芝居で4人にミッションを与える軍事訓練風の場面で始まる。続いて確率のプロ・山本先生が導き出した各回のイベント（危機的状況）が人生において発生する確率がVTRで紹介される。
第8回から始まった雨の日限定企画「ヒマつぶしヤバイブル」は、鰻の家に遊びに来た同級生たちという設定で、学ランを着た出演者4人が部屋にあるモノを使って雨の日に最適な暇潰しを探すという内容。

## 出演
- ジャルジャル（後藤淳平、福徳秀介）
- 銀シャリ（鰻和弘、橋本直）

レギュラー
- リー5世 - 司令官[1]
- 山本誠志（鏑家経済研究所） - 確率のプロフェッショナル

ヤバイブルガールズ
- 児玉菜々子、佐藤夢、桜泉

## スタッフ
- ナレーション：畑中ふう、クリス・ソシク（#0）
- 構成：野口勉、鈴木一史
- ブレーン：村上慶太
- CAM：中西順己、信田将志
- CG・タイトル：渕野由美
- イラスト：CLEF.
- 技術協力：Timely、SpEED、テレコープ、大阪共立
- ロケ協力：舞洲スポーツアイランド（オープニング撮影場所）、和歌山市（#12,13）
- 協力：クラッチ.、クリエイティブ勇気
- 制作協力：吉本興業
- アソシエイトディレクター：宮内宏輔（#0）
- プロデューサー：脇田直樹
- ディレクター：赤堀弘樹、植原脩（#1-13）、宮内宏輔（#1-13）
- 制作著作：関西テレビ放送

## 放送リスト
| 回                                                            | 放送日                                                        | 放送内容 | その他出演 |
| 〜ニュージェネレーション! 新番組争奪バトル〜 （パイロット版） | 〜ニュージェネレーション! 新番組争奪バトル〜 （パイロット版） | 〜ニュージェネレーション! 新番組争奪バトル〜 （パイロット版） | 〜ニュージェネレーション! 新番組争奪バトル〜 （パイロット版）                                                                      |
| ------------------------------------------------------------- | ------------------------------------------------------------- | --- | --- |
| 0                                                             | 2012年 2月7日                                                 | - 野球の試合でグローブを忘れたらどうする!? - 突然イノシシに襲われたらどうする!? - 夜中におっぱいが揉みたくなったらどうする!? - トンカツを作るのに豚肉を買い忘れたらどうする!? | 桜泉、児玉菜々子、池田愛恵里 堀井嘉智（堀井動物園）                                                                                |
| レギュラー放送                                                |                                                               | | |
| 1                                                             | 4月5日                                                        | - 寒い夜に外で野宿をする時 寒さをしのぐ方法は?! | こにわ、池田愛恵里 |
| 2                                                             | 4月12日                                                       | - 彼女の両親に挨拶する席で足のシビレを取る方法は? | 池田愛恵里、寿圭（指圧師） |
| 3                                                             | 4月19日                                                       | - 音を出してはいけない状況でクシャミを止める方法は? | 赤堀弘樹（番組チーフディレクター）                                                                                                 |
| 4                                                             | 4月26日                                                       | - 釣り竿を忘れたとき その代わりになるモノは? | |
| 5                                                             | 5月3日                                                        | - SMのムチ&ロウソクを忘れた時その代わりになるモノは? | ルカ（村川流果） |
| 6                                                             | 5月10日                                                       | - 乳首の色が知りたいとき…女の子のどこを見ればわかる? | グラビアアイドル15名（桜泉、佐藤夢、東角理子 バニラ、なんでかな、三日月ゆずゆ、谷口英子 ほか）、金城寿野（カラーコーディネーター） |
| 7                                                             | 5月17日                                                       | - 激辛わさび寿司を食べた時の対処法は? | こにわ、池田愛恵里 |
| 8                                                             | 5月24日                                                       | - ボクシングのミットを忘れた時その代わりになるモノは!? - ヒマつぶしヤバイブル (1)キンけしつかみゲーム(2)首振り人形に質問                                                      | DAI、RISING一治（誠至会） |
| 9                                                             | 5月31日                                                       | - 相撲のまわしを忘れた時その代わりになるモノは? - ヒマつぶしヤバイブル (1)座布団ノーリアクション(2)電球チキンレース                                                           | ヤバイブルガールズ、川渕兄弟（一誠、一意）                                                                                         |
| 10                                                            | 6月7日                                                        | - B-BOYファッションで飛び越えられる川幅の限界は何m? - ギャングに追われたとき飛び越えられる壁の高さの限界は?                                                                   | 桜泉 |
| 11                                                            | 6月14日                                                       | - キスをしたくなった時 くちびるの代わりになるモノは? | ヤバイブルガールズ |
| 12                                                            | 6月21日                                                       | - 無人島サバイバル前編 (1)火おこし - ヒマつぶしヤバイブル (1)こち亀両津比べ(2)目をつむって地球儀指し                                                                          | |
| 13                                                            | 6月28日                                                       | - 無人島サバイバル後編 (2)食料調達(3)飲み水確保(4)イカダで脱出 | |

## 放送局
| 放送対象地域 | 放送局     | 放送期間                       | 放送日時           | 備考                              |
| ------------ | ---------- | ------------------------------ | ------------------ | --------------------------------- |
| 近畿広域圏   | 関西テレビ | 2012年4月5日 - 6月28日         | 木曜 24:35 - 25:00 | 制作局                            |
| 福井県       | 福井テレビ | 2012年4月18日 - 7月11日        | 水曜 24:40 - 25:05 | 2週遅れ 5月2日は60分（2回分放送） |
| 沖縄県       | 沖縄テレビ | 2012年7月6日 - 9月21日         | 金曜 25:25 - 25:50 | 約3か月遅れ                       |
| 佐賀県       | サガテレビ | 2012年10月11日 - 2013年1月10日 | 木曜 24:35 - 25:05 | 約6か月遅れ                       |
| 宮城県       | 仙台放送   | 2013年3月18日 - 6月17日        | 月曜深夜           | [ 2 ]                             |